# Rapture (EP Koffee)
Rapture è il primo EP della cantautrice giamaicana Koffee, pubblicato il 14 marzo 2019 per Promised Land Recordings e Columbia Records. L'EP ha vinto un Grammy Award per miglior album reggae ai Grammy Awards 2020.

## Tracce
Testi di Mikayla Simpson, eccetto dove indicato.
1. Rapture – 3:01 (musica: Ace Harris)
2. Toast (feat. Jane Macgizmo) – 3:11 (testo: Simpson, Jane Macgizmo – musica: Izybeats, Walshy Fire)
3. Blazin – 3:20 (musica: SOS Dynamikz, TeflonZincfence)
4. Throne – 2:38 (musica: Sean Alaric, Nicko Rebel, EchoSlim, Walshy Fire)
5. Raggamuffin – 3:20 (musica: Frankie Music)

## Formazione
Musicisti
- Mikayla Simpson − voce, testi
- Marlon Easy − batteria, basso, missaggio (traccia 5)
- Comar Campbell − chitarra, percussioni
- Shawn Allwood − tastiera

Produzione
- Kevin Metcalfe − mastering
- Andre Ennis - missaggio (tracce 1, 2, 3, 4)
- Walshy Fire − produzione (tracce 2, 4), arrangiamento (traccia 4)
- EchoSlim − produzione (traccia 4), ingegneria (traccia 4), arrangiamento (traccia 4)
- Izybeats − produzione (traccia 2), ingegneria (traccia 1)
- Nicko Rebel − produzione (traccia 4), ingegneria (traccia 4)
- Ace Harris − produzione (traccia 1)
- SOS Dynamikz − produzione (traccia 3)
- TeflonZincfence − produzione (traccia 3)
- Sean Alaric − produzione (traccia 4)
- Frankie Music  − produzione (traccia 5)